# Port morski Kołobrzeg
Port morski Kołobrzeg – port morski nad Morzem Bałtyckim, u ujścia rzeki Parsęty, w woj. zachodniopomorskim, w Kołobrzegu. Port handlowo-rybacki posiadający marinę jachtową i pełniący także funkcję pasażerską.
W porcie działają nabrzeża przeładunkowe, dwie stocznie, Lokalne Centrum Pierwszej Sprzedaży Ryb. 
W Kołobrzegu znajduje się brzegowa stacja ratownicza SAR oraz morskie przejście graniczne.

## Położenie
Tereny portowe położone są na obu brzegach Parsęty: po wschodniej stronie leży przystań handlowa i przystań pasażerska, na wyspie Solnej marina, a na zachodnim brzegu przystań rybacka i port wojenny. 
Obecne granice portu morskiego w Kołobrzegu określono w 2021.

## Działalność
| Grupy ładunków           | Obroty [tys. ton] | %      |
| ------------------------ | ----------------- | ------ |
| Zboże                    | 53,3              | 33,82% |
| Drobnica                 | 43,0              | 27,28% |
| Ropa i przetwory naftowe | 6,9               | 4,38%  |
| Inne masowe              | 54,4              | 34,52% |
| Razem (Σ)                | 157,6             | 100%   |

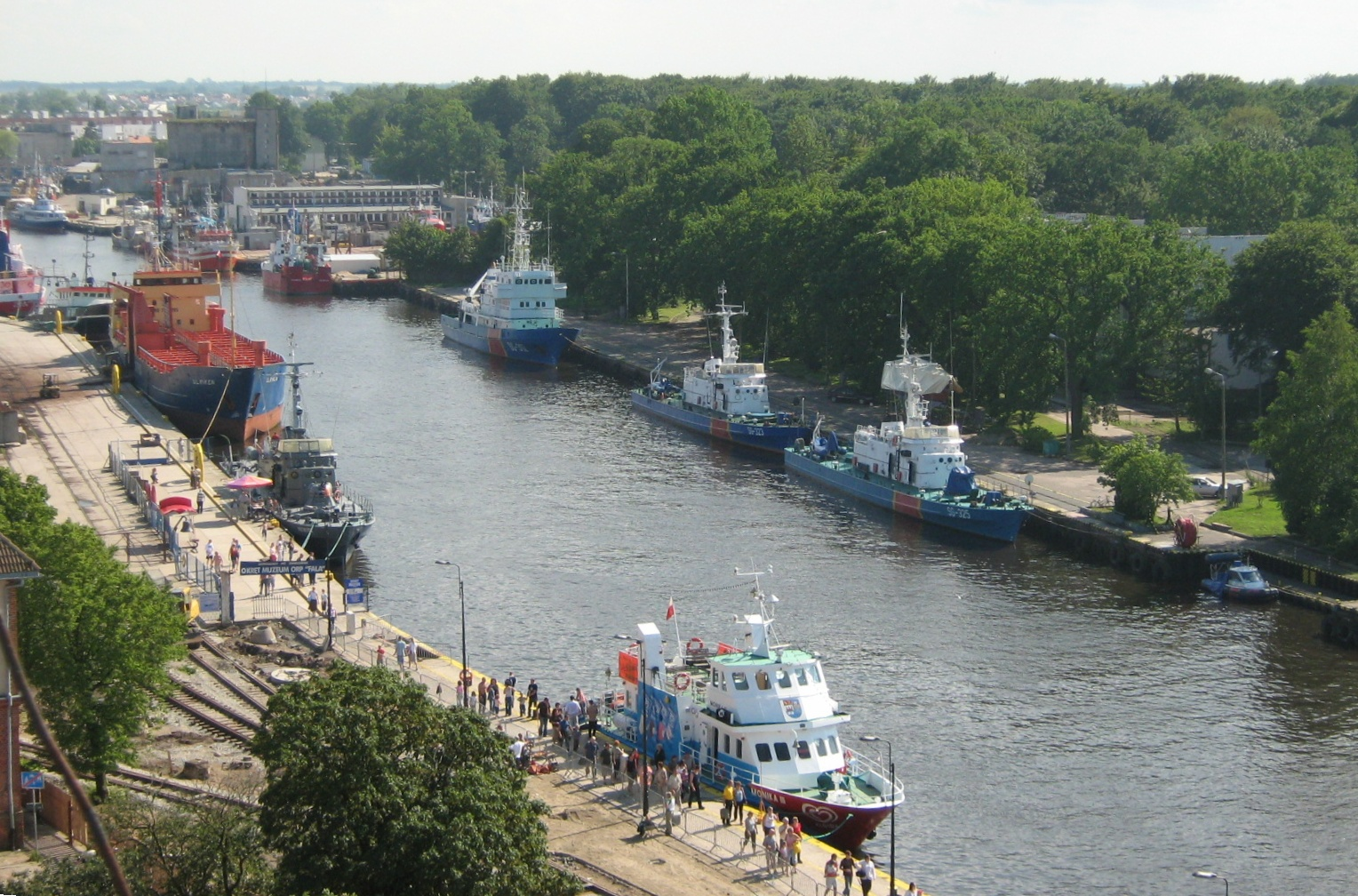
Kanał portowy; nabrzeża portu morskiego i portu wojennego

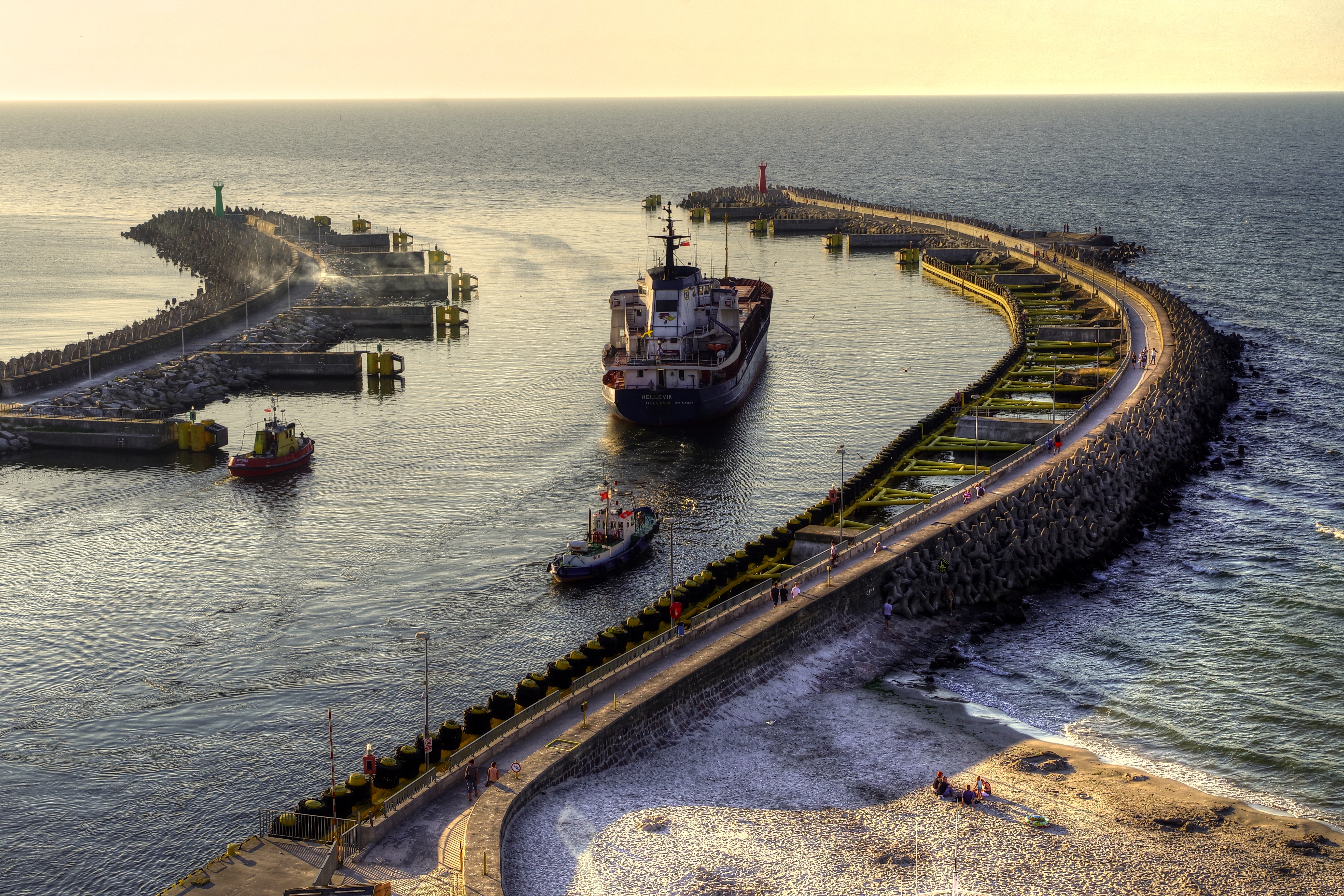
Falochrony portowe, wejście do portu po przebudowie w 2015 roku

Port handlowy w Kołobrzegu ma znaczenie regionalne; obroty ładunkowe w 2006 r. wynosiły 154,3 tys. ton.
Port w Kołobrzegu pełni także funkcję mariny jachtowej oraz portu rybackiego. Flota rybacka w Kołobrzegu składa się ze 114 jednostek.
Liczba pasażerów przewożonych przez statki redowe wyniosła: 300 tys. w 1998 r., 400 tys. w roku 2002 i ponad 400 tys. osób w roku 2003 Wzrost międzynarodowego ruchu pasażerów pomiędzy 2005 a 2006 wyniósł 87,7%.
Na terenie portu znajduje się siedziba oddziału urzędu celnego. W Kołobrzegu funkcjonuje morskie przejście graniczne. Ruch graniczny w porcie wyniósł w 2003 roku 9714 osób.

## Warunki nawigacyjne

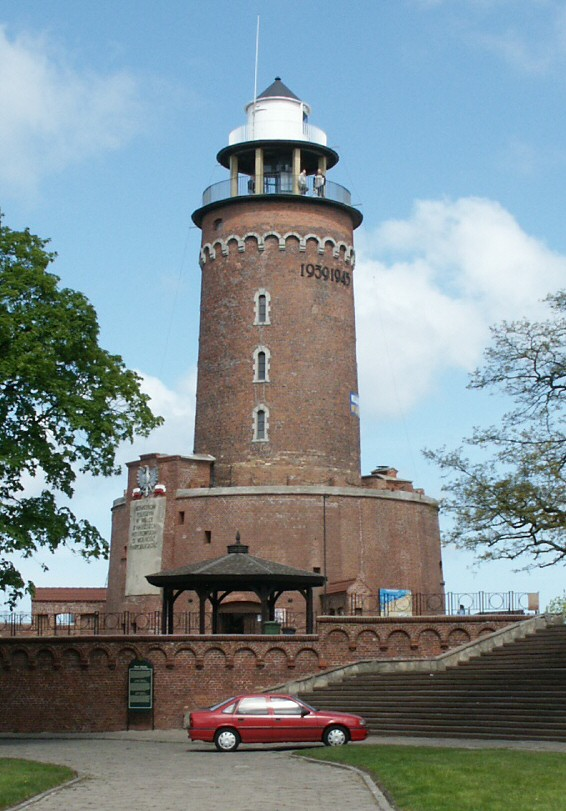
Latarnia morska w Kołobrzegu

Wielkość statków wchodzących do portu Kołobrzeg nie może przekraczać 100 m długości, 15 m szerokości i 5,0 m zanurzenia lub 90 m długości, 14 m szerokości i 5,5 m zanurzenia dla wody słodkiej (przy średnim stanie wody).
Redę portu Kołobrzeg stanowi akwen ograniczony linią kołową o promieniu 1,5 NM wyprowadzoną z pozycji czerwonej latarni wejściowej wschodniego falochronu.
Kanał portowy od głowicy falochronu wschodniego do południowo-wschodniej granicy portu ma powierzchnię 132 738 m², a kanał portowy od obrotnicy do Kanału Drzewnego 840 m².

## Infrastruktura
| Nabrzeże/pirs                              | Długość   |
| ------------------------------------------ | --------- |
| nabrzeże Bosmańskie                        | 24,0 mb   |
| nabrzeża Basenu Łodziowego przy bosmanacie | 43,8 mb   |
| nabrzeże Pilotowe                          | 146,0 mb  |
| nabrzeże Szkutnicze                        | 101,0 mb  |
| nabrzeże Turystyczne                       | 62,0 mb   |
| nabrzeże Jachtowe                          | 55,0 mb   |
| nabrzeże Manewrowe                         | 104,5 mb  |
| nabrzeże Szkolne                           | 87,0 mb   |
| nabrzeże Basenu Łodziowego (Wyspa Solna)   | 225,0 mb  |
| nabrzeże Skarpowe                          | 142,7 mb  |
| nabrzeże Postojowe                         | 215,0 mb  |
| nabrzeże Wschodnie                         | 101,5 mb  |
| nabrzeże Remontowo-Rybackie                | 126,41 mb |
| nabrzeże Koszalińskie                      | 142,7 mb  |
| nabrzeże Słupskie                          | 125,0 mb  |
| nabrzeże Zbożowe                           | 200,0 mb  |
| nabrzeże Węglowe                           | 250,7 mb  |
| nabrzeże przy Zjazdach                     | 67,0 mb   |

W rozwidleniu kanałów portowych znajduje się obrotnica statków o średnicy 140 m i powierzchni 15 386 m².  
Port osłaniają dwa falochrony o długościach: wschodni o długości 308 m i zachodni – 205 m. Szerokość wejścia na wysokości zachodniego falochronu wynosi 47 m i zwęża się do 24 m.
Port Kołobrzeg posiada 5 basenów portowych. Największy z nich Basen Rybacki ma powierzchnię 14 835 m². Następnym w kolejności jest Basen Jachtowy o powierzchni 5979 m², potem Basen Remontowy 4337 m², Basen Łodziowy 2728 m². Najmniejszym basenem w porcie jest Basen Łodziowy przy bosmanacie portu o powierzchni 235 m².
Według danych w 2006 roku łączna długość nabrzeży przeładunkowych nadających się do eksploatacji wynosiła 786 m.
Na terenie portu znajduje się jedna dalba dewiacyjna.
W porcie znajduje się brzegowa stacja ratownicza Służby SAR, na wyposażeniu której jest łódź ratownicza RIB typu Gemini Waverider 600 R-27 oraz morski statek ratowniczy typu SAR-1500 (przy nabrzeżu Promowym).
Mieści się tu także terenowy oddział inspektoratu rybołówstwa morskiego.
Do portu jeszcze w czasach niemieckich doprowadzono bocznicę kolejową. Obecnie torowisko tworzy układ trójkąta, tory rozdzielają się na 7 bocznic końcowych; pod latarnią morską znajduje się tor wyciągowy. W porcie znajduje się podwójna rampa typu bocznego. Częściowy remont torowiska miał miejsce wiosną 2007 roku - wymieniono wtedy szyny i podkłady na Nabrzeżu Pilotowym. W sierpniu 2009 wymieniono rozjazd na głowicy kołobrzeskiej stacji na którym rozpoczyna się bocznica portowa. W roku 2019 dokonano ponownego remontu infrastruktury kolejowej pozwalając na ponowne wprowadzanie taborów kolejowych do portu Kołobrzeg.

## Historia

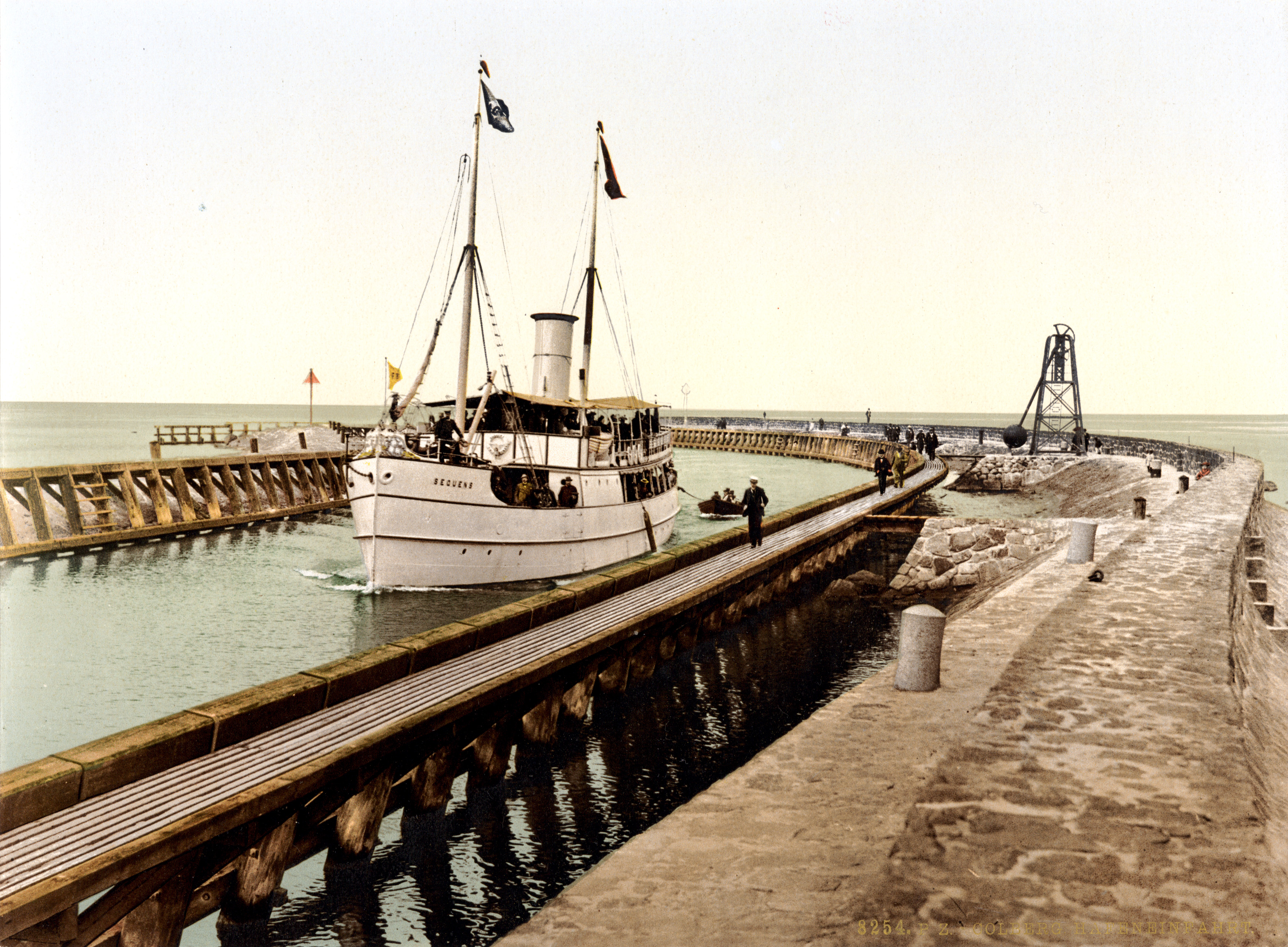
Statek Sequens podczas podejścia do portu, falochron wschodni w 1898 roku

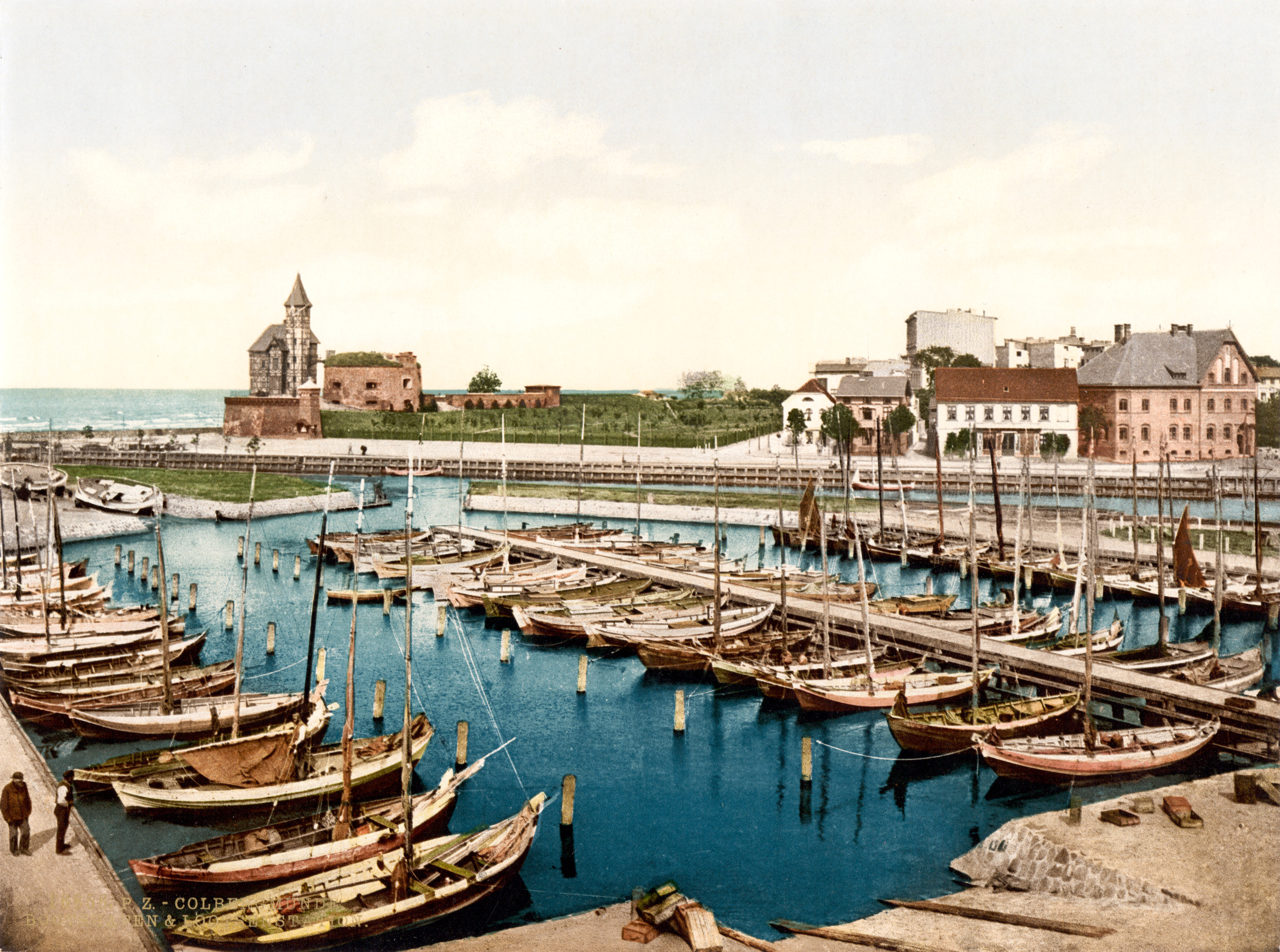
Port i stacja pilotowa w 1900 roku

W 1936 r. do portu zawinęło 437 statków, a przeładunek wyniósł 73 945 ton.
W 1938 r. przeładunki wynosiły 235 064 tony, z czego 73% stanowił obrót wewnątrzkrajowy.
W latach 30. XX wieku istotną funkcję kołobrzeskiego portu stanowiło miejsce postoju jachtów i żaglówek. W Kołobrzegu regularnie odbywały się regaty i zawody żeglarskie.
Funkcja portowa jest najstarszą funkcją miastotwórczą Kołobrzegu, choć miasto rozwijało się w oderwaniu od portu. 18 marca 1945 roku Fort Ujście w porcie był ostatnim punktem oporu wojsk niemieckich w czasie obrony Twierdzy Kołobrzeg, do ostatnich dni obrony poprzez port trwała ewakuacja niemieckich żołnierzy i cywilów. W 1964 Minister Żeglugi ustanowił formalnie w Kołobrzegu port morski.
W latach 1989–1993 przy porcie funkcjonował wolny obszar celny o 2 rejonach: w dawnej wsi Korzystno o powierzchni 58 ha i przy kapitanacie o powierzchni 2,1 ha.
W 1996 r. połączono zarządzanie miastem i portem tworząc Zarząd Portu Morskiego Kołobrzeg.